# Eugen Uricaru
Eugen Uricaru (n. 11 ianuarie 1946, Buhuși, județul Bacău) este un scriitor, scenarist, diplomat, istoric român. Între anii 2001-2005 a fost președinte al Uniunii Scriitorilor din România. În 2003 a fost, pentru o scurtă vreme, director al postului de radio România Cultural din Cadrul Societății Române de Radiodifuziune. A fost atașat cultural și secretar de stat în MAE.

## Biografie
Eugen Uricaru s-a născut la 11 ianuarie 1946 la Buhuși, ca fiu al muncitorului Eugen Uricaru și al Mariei Uricaru. A absolvit școala primară și gimnazială la Liceul Ferdinand din Bacău. A urmat apoi cursurile Liceului militar Ștefan cel Mare din Câmpulung Moldovenesc și a promovat examenul de Bacalaureat în 1964. A studiat filologia la Universitatea Babeș-Bolyai din Cluj.
În facultate, Eugen Uricaru a participat la fondarea și redactarea ulterioară a revistei Echinox , alături de Marian Papahagi, Ion Pop și Ion Vartic. A fost primul redactor-șef al acestei publicații, în paginile căreia aveau să se afirme de-a lungul anilor mulți scriitori, istorici, filosofi de valoare.
În 1971 și-a luat diploma de licență. În 1974 i-a apărut prima carte, Despre purpură, subintitulată „proze fantastice”, primită cu interes de critica literară. Între 1971-1989 a lucrat, succesiv, ca redactor la revistele Ateneu din Bacău și Steaua din Cluj. A publicat numeroase cărți, care i-au adus notorietate. Unul dintre romanele sale, Rug și flacără, 1977, a fost ecranizat, cu Ion Caramitru în rolul principal (regizor Claudiu Petringenaru) și a obținut Marele Premiu la Festivalul de la Santarem.
În 1990 se stabilește la București, unde lucrează ca redactor-șef adjunct al revistei literare Luceafărul. Susține explicit demonstrația anticomunistă din Piața Universității și condamnă în termeni severi (într-un interviu acordat în ziua de 14 iunie 1990 ziarului italian Corriere della sera) reprimarea ei brutală cu ajutorul minerilor.
Colaborează cu ziarul Ziua unde îngrijește un supliment literar periodic.
A colaborat, ca scenarist, cu regizorul Stere Gulea la realizarea filmului  Stare de fapt  (distins cu Marele Premiu la Festivalul Internațional de la San Marino).
A generat o sumă de reacții în presa culturală, ca urmare a unor atitudini, replici, acte.
A fost acuzat de a fi colaborat cu Securitatea ca poliție politică a Statului socialist.
Eugen Uricaru este căsătorit cu Lucia, profesor universitar, cu care are o fiică, Ioana Uricaru, care trăiește la Los Angeles, în Statele Unite.
În anul 2005, Consiliul Național pentru Studierea Arhivelor Securității a constatat calitatea de colaborator al Securității a lui Eugen Uricaru.

## Cariera diplomatică
În martie 1992 este numit atașat cultural la Atena (făcând parte dintre scriitorii care primesc funcții similare, la propunerea Anei Blandiana: Mihai Sin, Grete Tartler, Ioana Ieronim și Gheorghe Schwartz). După câteva luni demisionează, în urma unui conflict de principii cu ambasadorul român din Grecia.
În noiembrie 1992 pleacă la Roma, ca director adjunct al Accademia di Romania.
Lucrează ca detașat la Ministerul Afacerilor Externe până în anul 1995.
În anul 2003 este numit Secretar de Stat la MAE.

## Funcții la Uniunea Scriitorilor din România
În 1995 a fost ales secretar al Uniunii Scriitorilor din România.
Funcționează, un timp, între 1997 și 2001, ca vicepreședinte al Uniunii Scriitorilor în mandatul președintelui Laurențiu Ulici.
În 2001 a fost ales președinte al Uniunii Scriitorilor, funcție pe care a deținut-o până în 2005.
A înființat Institutul Limbii Române, Copyro - societate de gestiune colectivă a drepturilor de autor și s-a remarcat, în general, printr-o activitate susținută.

## Opera literară
Despre proza lui Eugen Uricaru, Alex Ștefănescu afirma:
„Literatura pe care o scrie ilustrează o vocație a secretului. Ca sursă de inspirație sunt folosite istorii vechi, uitate de oamenii de azi, teorii din științe oculte, amintiri din copilărie, visuri.”
Calificativul „misterios” este folosit de alți critici.
Preocupat de istorie în viziune alternativă, însuși autorul simte nevoia să explice modul în care a tratat evenimentele. Unele cărți conțin explicații considerate necesare de Uricaru.
Astfel, o ediție Rug și flacară cuprinde o Explicație semnată Eugen Uricaru: 
„Textul de față este o interpretare liberă a biografiei revoluționarului român, din Transilvania, Alexandru Bujor, participant la revoluția din 1848”
 ...iar Memoria este însoțită de o precizare din partea autorului: 
„Această carte este o reconstituire afectivă și nu istorică a unor evenimente tragice, petrecute după terminarea celui dintâi război mondial.”
Referitor la tematica predilectă, Alex Ștefănescu arăta, în articolul citat mai sus:
„Pe romancier l-au preocupat diverse momente istorice: revolta țărănească în fruntea căreia s-au aflat Horea, Cloșca și Crișan (1784. Vreme în schimbare), revoluțiile europene din 1848 (Rug și flacără), ocupația germană din București, din timpul primului război mondial (Așteptându-i pe învingători) etc.”
Dar, Eugen Uricaru aduce, în cazul unor subiecte larg abordate, idei noi.
De exemplu, în mulțimea de cărți pe temă publicate în 1984, cu prilejul comemorării Răscoalei lui Horea, Cloșca și Crișan, Uricaru își permite să exprime un punct de vedere insolit.
„În «1784. Vreme în schimbare», el a recurs la o punere în scenă ingenioasă. În prim-planul aparent al romanului se află nu Horea, ci un fel de dublură a lui, gornicul (paznicul de pădure) Nuț Mătieș. Acesta seamănă la înfățișare cu liderul țăranilor răzvrătiți și, în împrejurări disperate, îi ia locul pentru a salva situația. De exemplu, atunci când într-o adunare spontană de țărani se pune la îndoială existența lui Horea sau îndreptățirea acțiunilor lui, Nuț Mătieș iese din umbră și, lăsând să se înțeleagă că el este marele personaj, ține un discurs clarificator. În aceste inițiative este încurajat și sfătuit de un om cu o identitate misterioasă, Anton Melzer - poate un mesager al împăratului, sugerează evaziv romancierul - care, cu o inteligență nefirească, diabolică, descifrează motivațiile nebănuite de alții ale fiecărui eveniment.”
Eugen Uricaru a scris o ficțiune documentată istoric.

## Titluri publicate

### Proză scurtă
- Despre purpură, proze fantastice, Editura Dacia, Cluj Napoca, 1974 (cuprins: Inventând, Vladia, trei imagini, Prietenul meu Sokol, Despre purpură, Inima care bate, Din plictiseală, Totul e în ordine)
- Antonia, o poveste de dragoste, Editura Eminescu, București, 1978 (cuprins: Târziul octombrie, Antonia, Vladia, alte imagini)

### Romane
- Rug și flacără, Editura Dacia, Cluj-Napoca, 1977
- Mierea, Editura Albatros, București,1978
- Așteptându-i pe învingători, Editura Albatros, București,1981
- Vladia, Editura Cartea Românească, București, 1982
- Memoria, Editura Dacia, Cluj-Napoca,1983
- 1784. Vreme în schimbare, Editura Eminescu, Bucuresti,1984
- Stăpânirea de sine, Editura Cartea Românească, București, 1986
- Glorie, Editura Eminescu, București,1987
- La anii treizeci..., Editura Cartea Românească, București, 1989
- Complotul sau Leonard Bâlbâie contra banditului Cocoș, Editura militară, București,1990
- Așteptându-i pe barbari, Editura Cartea Românească, București, 1999
- Pentimento, Editura Elion, București, 2000
- Supunerea (I), Editura Cartea Romaneasca, 2005
- Cât ar cântări un înger(II), Editura Cartea Romaneasca, 2008
- Plan de rezerva(III), Editura Cartea Romaneasca, 2011
- Beniamin(IV), Editura Cartea Romaneasca, 2014
- Permafrost, Editura Polirom, 2017
- Grădina Paradisului, Editura Polirom, 2020*Ieșirea din pustie, Editura Polirom, București, 2021